# MI9
Le MI9 (abrégé pour Military Intelligence, département 9) fut, pendant la durée de la Seconde Guerre mondiale, un service secret chargé d'organiser et d'assister l'évasion et le retour en Angleterre de militaires alliés, prisonniers ou cachés en territoire occupé, comme des aviateurs abattus. Il couvrait deux aspects : d'une part, la fourniture d'équipements, de conseils, d'informations en vue d'une évasion et pour fuir le territoire ennemi et d'autre part, l'assistance et le soutien, financier, matériel et notamment en communications radio aux lignes d'évasion en place, en particulier en France et en Belgique.

## Historique
Au sein du War Office britannique, le MI9 est créé officiellement le 23 décembre 1939, issu du MI6 qui est le service de renseignements extérieurs du Royaume-Uni. Son chef désigné est le major puis brigadier Norman Crockatt, qui avait été le chef du London Stock Exchange. Mais Claude Dansey, (alias "Uncle Claude"), adjoint de Stewart McKenzie, chef du MI6, exercera un contrôle rapproché sur les activités du MI9, dans le but d'éviter les interférences et la concurrence entre les services secrets engagés dans les territoires occupés par les Allemands, dont aussi le Special Operation Executive (SOE).   
Il est installé dans la pièce 424 du Metropole Hotel (Northumberland Avenue, Londres). Ultérieurement, il sera déplacé au Wilton Park à Beaconsfield.
Il comprend deux sections : l'Intelligence Service 9 (IS9), aussi connue sous le nom de « Room 900 », qui est chargée du soutien et de l'assistance aux filières d'évasion et la section « Q », chargée d'imaginer et de fabriquer des matériels utiles à empêcher la capture et favoriser l'évasion de militaires prisonniers ou isolés en territoire ennemi. 
La Room 900 est gérée par deux officiers évadés. Le premier, James "Jimmy" Langley, officier blessé dans les combats de Dunkerque, début juin 1940, où il devra être amputé d'un bras. En octobre, il s'évadera d'un hôpital de Lille pour gagner Marseille où il participera comme courrier à une ligne d'évasion naissante, mise en place par un officier écossais, Ian Garrow, qui deviendra la ligne d'évasion "Pat", dirigée par Pat O'leary (Albert Guérisse) à partir d'octobre 1941. En mars 1941, il rejoindra l'Angleterre où il sera recruté par Claude Dansey pour servir d'officier de liaison entre le MI6 et le MI9. Le second, Airey Neave (alias "Saturday") est un officier évadé de la forteresse de Colditz, en Allemagne.
L'équipe du MI9 comprend entre autres :
- Christopher Clayton Hutton, pilote de la Seconde Guerre mondiale et responsable de relations publiques ;
- Johnny Evans, qui s'était échappé de plusieurs camps de prisonniers de guerre pendant la Première Guerre mondiale ;
- Airey Neave, qui rejoignit l'équipe après s'être échappé de l'Oflag IV-C (le château de Colditz) en 1942 ;
- Donald Darling (en) ;
- James Langley (en) ;
- Michael Bentine, connu pour sa participation au programme de la BBC Goon Show ;
- Jasper Maskelyne, illusionniste de son état.